# 杜少榛
杜少榛（Jane Du，1991年9月26日—），藝名少少，台灣啦啦隊員、藝人。畢業於樹德家商，曾在過去的淘汰賽中與Taco表演，後來更以舞蹈加打棍的表演贏得了淘汰賽首座冠軍。自從2008年10月27日我愛黑澀會節目大改版及美眉被撤換事件以後，少少已經停止錄影並離開了該節目，實際原因不明。後擔任綜藝節目國光幫幫忙的助理主持（國光女神），並擔任隊長，以及於選秀節目超級接班人2與蚊子、彭馨炫及李宜柏組成 LIBRATONE BIG MIC參賽。2020年3月，杜唯甄加入統一獅啦啦隊。2021年11月加入臺南台鋼獵鷹啦啦隊Wings Girls。
少少在高雄啤酒節，與唐可玄、馨炫、鮪魚和凱莉組成的國光女神表演，並發行首張數位單曲Be OK。

## 啦啦隊經歷

### 棒球之啦啦隊
| 年份   | 隊伍名稱  | 備註                         |
| ------ | --------- | ---------------------------- |
| 2020－ | Uni Girls | 中華職棒統一7-ELEVEN獅啦啦隊 |

### 籃球之啦啦隊
| 年份       | 隊伍名稱    | 備註                     |
| ---------- | ----------- | ------------------------ |
| 2021－2024 | Wings Girls | T1聯盟臺南台鋼獵鷹啦啦隊 |

## 作品

### 節目錄影
- Channel V　《我愛黑澀會》
  - 2007年7月25日至2008年

- 三立都會台　《國光幫幫忙》
  - 2012年7月至今

- 台視　《超級接班人2》
  - 2014年2月至2014年6月

- 中天    《真的不一樣》

- 衛視中文台   《冠軍任務》

- 三立都會台   《綜藝大熱門》 [4]
- 中視   《綜藝玩很大》 [5]

- 小明星大跟班(中天綜合台.中天娛樂台)

- 中視 《飢餓遊戲》

- 中天娛樂台    《天天樂財神》[6]

- 中天娛樂台    《真的？假的》

### 演出
- 2008年6月7日：郭靜淡水漁人碼頭演唱會表演嘉賓之一
  - 與郭靜、米奇合唱《仨人》
- 2008年8月9日：蕭亞軒的演唱會嘉賓之一（與蚊子、Taco）
- 2012年7月20、21、22日：高雄啤酒節表演嘉賓之一
- 2013年7月19、20、21日：高雄啤酒節表演嘉賓之一
- 2013年8月刊 (FHM)8月刊《比基尼》
- 2013年8月23日（高雄）、9月7日（臺北）：魔幻泡泡趴
- 2014年7月18、19、20日：高雄啤酒節表演嘉賓之一（與Shan、彭馨炫、鮪魚和梁凱莉）
- 2014年10月4日：偉士牌機車表演嘉賓（國光女神）

### 節目表演
- 2007年12月6日：孔雀變奏曲
- 2008年1月29日：第一次的性感（與宇庭搭檔）
- 2008年2月19日：獨唱《真實》
- 2008年4月9日：少少打棍
- 2008年6月2日：與A-So合唱《仨人》
- 2008年6月12日：拳擊也可能拿來跳舞喔！
- 2008年7月11日：獨唱《不懂我的心》
- 2008年7月18日：開始愛（與蚊子、Taco搭檔）

### 戲劇
- 2015年《聽見幸福》飾演Cindy

### 書籍
- 2017年6月20日 ：少少《少來了》寫真書

### 單曲
- 2017年6月20日 ：OH BABY
- 2019年9月9日：幸福劇本

## 獎項

### K.D Style成員
少榛和蚊子、Taco、宇庭、琳妲，與其他朋友曾多次以隊名「K.D Style」參加舞蹈比賽
- 2007Nike好動派對 創意舞蹈大賽
- 2007年8月5日：Jolin創意舞蹈大賽 總亞軍
- 2007年8月25日：泰山冰鎮嗆舞格鬥賽格鬥賽 總亞軍
  - 並獲「最佳人氣獎」和「Breaking王」兩個獎項
- 2008年3月8日：2008大甲鎮瀾宮文化節街舞大賽
- 2008年6月7日：鹿港全國街舞大賽 總冠軍
- 2010第三屆蜜棗甜心選拔第一名

### 於《我愛黑澀會》節目
- 2007年12月6日：第28次淘汰賽，與Taco搭檔，獲得第三名
- 2008年2月19日：音樂課  超認真歌喉戰，獲得第一名
- 2008年4月9日：第29次淘汰賽，獲得第一名
- 2008年4月23日：家政課 給王子的愛心便當，獲得第一名
- 2008年6月2日：特別企劃 郭靜演唱會嘉賓選拔，與米奇並列第一名
- 2008年6月9日：調查局 誰是黑澀會蠢妞？ 與小華並列第一名
- 2008年7月11日：表演課 亞洲舞王，唱歌PK獲勝
- 2008年7月27日：蕭亞軒三面夏娃群模亂舞大賽 冠軍
  - 並獲得與蕭亞軒在《3面夏娃》慶功感謝演唱會共舞資格

### BIG MIC（於《超級接班人2》節目）
- 2014年3月1日：生死排名!! 唱故事給你聽 MVP
- 2014年3月15日：超級巨星合作賽 MVP
- 2014年4月12日：冠軍合作賽 MVP

## 外部連結
- Jane_少少的Facebook專頁
- 少少 杜少榛的Instagram帳戶